# 金伯利 (內華達州)
金伯利（英語：Kimberly）是位於美國內華達州白松縣的鬼鎮。

## 歷史
金伯利的郵局於1905年設立，其後於1958年停運。

## 地理
金伯利所處的海拔為高於海平面2206米（即7237英呎），而該地所採用的時區為UTC-8，即太平洋时区（PST）。同時該地設有夏令時間，為UTC-8調快一小時，即UTC-7（PDT）。